# 安藤美希子
安藤 美希子（あんどう みきこ、1992年9月30日 - ）は、日本の女子重量挙げ選手。千葉県印旛郡白井町（現白井市）出身。2020年東京オリンピック女子重量上げ59Kg級で銅メダルを獲得した。

## 人物
地元の白井市立白井中学校を卒業し、高校は埼玉県の私立埼玉栄高校、大学は平成国際大学へ進学と卒業をした。
身長155cm、体重58kg。
小学校まで器械体操競技をしていたが、中学より陸上競技を始める。体育教師を目指し、埼玉栄高校保健体育科へ入学。高校では、いろんな部活がありいろんな勧誘を受けた中で興味を持ったのがウエイトリフティングであった。その年の全国大会が沖縄で開催されることと飛行機に乗りたくて入部した。
高校2年から58キロ級で頭角を現す。同部に所属していた48キロ級の水落穂南と、須磨友が丘高校の53キロ級の八木かなえの3人は同学年。ところが、2010年3月高校選抜の試合を最後に、膝の半月板の手術・リハビリのため1年間競技を離れ治療に専念することを余儀なくされ、同期の水落・八木の活躍を見ながら苦しい日々を重ねた。
2011年春から競技に復帰し、水落と共に平成国際大学へ進学。同年6月全日本選手権に初出場し、当時58キロ級日本記録保持者の橋田麻由と戦い、C&Jで116kgの日本新記録を挙げて初優勝を飾った。そこからロンドン五輪を視野に入れた猛チャージが始まり、2011年11月パリ世界選手権、12月インカレと日本新記録を連発した。
2012年4月ロンドン五輪代表選考会を兼ねた全日本選手権でも自身の日本記録を更新して優勝したが、ロンドン五輪代表の切符をつかむ事ができず、代表に選ばれた水落、八木に遅れを取る悔しい結果となった。　
2013年4月全日本学生選抜では、これまで苦手のスナッチで破れなかった橋田の日本記録を更新して優勝し、58キロ級のスナッチ・C&J・トータルすべての日本記録保持者になることで、ロンドン五輪代表選考から外れた悔しさを克服した。その後、2013年7月ユニバーシアード、11月ブロツワフ世界選手権と日本記録への挑戦を続けたが、結果が出せない状況が続いた。
2014年9月仁川アジア大会において、自身のC&Jとトータルの日本記録を更新することができ5位入賞を果たした。この入賞が評価され、2014年度日本スポーツ賞の競技団体別最優秀賞に選ばれる栄誉を手にした。2014年11月にはリオデジャネイロ五輪出場選手枠を競うアルマトイ世界選手権に出場し、9位になり日本女子チームの五輪出場枠のポイント獲得に貢献した。12月のインカレではC&Jの日本記録を更新し自身はインカレ4連覇を果たし、平成国際大学女子をチーム優勝へと導いた。
2015年4月より水落とともに高校の先輩である三宅宏実の所属するいちごグループホールディングスに入社。三宅は同年3月にいちごグループホールディングス・ウエイトリフティング部の選手兼任コーチに就任しており、水落とともに三宅の指導を受けることとなった。
2015年6月、全日本選手権の女子58キロ級で自身のもつ日本記録を更新し2年連続4度目の優勝を果たした。
2016年8月、リオデジャネイロ五輪女子重量上げ58キロ級で5位入賞を果たした。
2017年、三宅義行日本ウエイトリフティング会長が監督を務めるウエイトリフティング部に籍を置いたが、『いちご』を退社。更なる記録向上を目指し、以前日本代表のコーチを務めていた韓国人の金度希（元重量挙げ韓国代表）に依頼して指導を受けるために拠点を韓国に移した。
2020年はコロナウィルスにより渡韓が困難になったが、その間もオンラインにて金度希コーチの指導を受けていた。
2021年7月27日、東京五輪重量挙げ女子59キロ級にて銅メダルを獲得。オリンピックの女子重量挙げでのメダル獲得は、三宅宏実以来歴代2人目である。

## 第64回日本スポーツ賞
- 「第64回日本スポーツ賞」の競技団体別最優秀賞に選ばれる[15]。

## 主な競技歴
- 2009年 7月 - 全国高校女子選手権 優勝
- 2009年11月 - アジアユース（ドバイ）優勝
- 2010年 3月 - ジュニアオリンピックカップ 優勝
- （膝の手術のため1年間競技から離脱）
- 2011年 6月 - 全日本選手権 優勝 〈クリーン&ジャーク116kg：日本新記録〉
- 2011年 8月 - ユニバーシアード（シンセン）4位
- 2011年11月 - 世界選手権（パリ）14位 〈クリーン&ジャーク117kg、トータル202kg：日本新記録〉
- 2011年12月 - インカレ 優勝 〈クリーン&ジャーク118kg、トータル205kg：日本新記録〉
- 2012年 3月 - ジュニアオリンピックカップ 優勝
- 2012年 4月 - 全日本選手権 優勝 〈クリーン&ジャーク120kg、トータル208kg：日本新記録〉
- 2012年11月 - 世界大学選手権（エイラット）3位
- 2013年 4月 - 全日本学生選抜 優勝 〈スナッチ91kg、トータル・209kg：日本新記録〉
- 2013年 7月 - ユニバーシアード（カザン）6位
- 2013年10月 - 世界選手権（ヴロツワフ）7位
- 2014年 5月 - 全日本選手権 優勝
- 2014年 9月 - アジア大会（仁川）5位 〈クリーン&ジャーク122kg、トータル212kg：日本新記録〉
- 2014年11月 - 世界選手権（アルマトイ）9位
- 2014年11月 - インカレ 優勝 〈クリーン&ジャーク123kg：日本新記録〉
- 2015年 6月 - 全日本選手権 優勝 〈スナッチ93kg、クリーン&ジャーク124kg、トータル・217kg：日本新記録〉[13]
- 2016年 8月 - リオデジャネイロオリンピック 女子重量上げ58㎏級 5位
- 2017年11月 - 世界選手権（アナハイム）4位
- 2019年 9月 - 世界選手権（パタヤ）5位
- 2021年 7月 - 東京オリンピック 女子重量上げ59kg級 3位

## 日本記録
- スナッチ 93kg　第29回全日本選手権　(2015年6月13日)[13]
- クリーン&ジャーク 124kg　第29回全日本選手権　(2015年6月13日)[13]
- トータル 217kg　第29回全日本選手権　(2014年9月22日)[13]